# Stašov (Pardubice)
Stašov é uma comuna checa localizada na região de Pardubice, distrito de Svitavy.